# 1897 na ciência

## Eventos
- J. J. Thomson descobre o elétron usando um tubo de raios catódicos.[1]

## Nascimentos
| Data        | Nome                     | Profissão                          | Nacionalidade                         | Observações | Ref                                                            |
| ----------- | ------------------------ | ---------------------------------- | ------------------------------------- | --- | -------------------------------------------------------------- |
| 10 de maio  | Francis Parker Shepard   | geólogo marinho e sedimentologista | Estados Unidos                        | m. 1985 Medalha Wollaston 1966 Medalha Sorby 1978 | [ 2 ]                                                          |
| 19 de junho | Cyril Norman Hinshelwood | químico                            | Reino Unido da Grã-Bretanha e Irlanda | m. 1967 Medalha e Prémio Meldola 1923 Medalha Lavoisier (SCF) 1935 Medalha Davy 1942 Medalha Real 1947 Prémio Longstaff 1948 Medalha Guldberg 1952 Prémio Faraday 1953 Medalha Amedeo Avogadro 1956 Nobel de Química 1956 Medalha Leverhulme 1960 Medalha Copley 1962 | [ 3 ] [ 4 ] [ 5 ] [ 6 ] [ 7 ] [ 8 ] [ 9 ] [ 10 ] [ 11 ] [ 12 ] |

## Mortes
| Data        | Nome                 | Profissão                                                     | Nacionalidade   | Observações                                         | Ref          |
| ----------- | -------------------- | ------------------------------------------------------------- | --------------- | --------------------------------------------------- | ------------ |
| 12 de abril | Edward Drinker Cope  | paleontólogo, anatomista comparativo, herpetólogo e ictiólogo | Estados Unidos  | n. 1840 Medalha Bigsby 1879                         | [ 13 ]       |
| 6 de maio   | Alfred Des Cloizeaux | mineralogista                                                 | Reino da França | n. 1817 Medalha Rumford 1870 Medalha Wollaston 1886 | [ 14 ] [ 2 ] |

## Prémios
Medalha Bigsby
- Clement Reid[13]

Medalha Copley
- Albert von Kölliker [12]

Medalha Davy
- John Hall Gladstone[5]